# RCS La Forestoise
Az RCS La Forestoise egy belga labdarúgócsapat volt Brüsszel városában. A egyesületet 1909-ben alapították. 1996-ban összeolvadt a Léopold-dal.
A klub legnagyobb sikerét az 1941–42-es szezonban érték el, amikor megnyerték a másodosztályt és feljutottak az első osztályba, ahol négy idényen keresztül is bent tudtak maradni.

## Sikerei, díjai
Challenge League
- Győztes (1): 1941–42

## Fordítás
Ez a szócikk részben vagy egészben  a   R.C.S. Forestoise című angol Wikipédia-szócikk fordításán alapul.  Az eredeti cikk szerkesztőit annak laptörténete sorolja fel. Ez a jelzés csupán a megfogalmazás eredetét és a szerzői jogokat jelzi, nem szolgál a cikkben szereplő információk forrásmegjelöléseként.